# Trichaeta schultzei
Trichaeta schultzei là một loài bướm đêm thuộc phân họ Arctiinae, họ Erebidae.